# Aisy-sur-Armançon
Aisy-sur-Armançon ist eine französische Gemeinde mit 236 Einwohnern (Stand 1. Januar 2022) im Département Yonne in der Region Bourgogne-Franche-Comté (vor 2016 Bourgogne); sie gehört zum Arrondissement Avallon und zum Kanton Tonnerrois (bis 2015 Ancy-le-Franc).

## Geographie
Aisy-sur-Armançon liegt etwa 55 Kilometer ostsüdöstlich von Auxerre. An der südöstlichen Gemeindegrenze verläuft das Flüsschen Bornant, das auch die Départementgrenze bildet. Umgeben wird Aisy-sur-Armançon von den Nachbargemeinden Perrigny-sur-Armançon im Norden, Rougemont im Osten und Nordosten, Quincy-le-Vicomte im Südosten, Bierry-les-Belles-Fontaines im Süden und Südwesten sowie Étivey im Westen.

## Bevölkerungsentwicklung
| Jahr                      | 1962 | 1968 | 1975 | 1982 | 1990 | 1999 | 2006 | 2013 |
| Einwohner                 | 383  | 402  | 352  | 308  | 278  | 277  | 265  | 254  |
| Quelle: Cassini und INSEE |      |      |      |      |      |      |      |      |

## Sehenswürdigkeiten
- Kirche Saint-Germain aus dem 15. Jahrhundert, Monument historique seit 1911

## Persönlichkeiten
- Edme Jean Leclaire (1801–1872), Unternehmer
- Marcel Griaule (1898–1956), Ethnologe